# 天然あるみにゅーむ!
『天然あるみにゅーむ！』（てんねんあるみにゅーむ）は、こむそうによる日本の4コマ漫画作品。芳文社の月刊雑誌『まんがタイムきらら』で2007年12月号から2008年2月号までゲスト掲載された後に、2008年4月号から連載開始された。
著者の体調不良のため、2013年7月より休載していたが、復調のめどが立たないということで2013年6月号掲載分をもって最終回となった。
2017年7月22日に著者が逝去したため、未完かつ絶筆作品の1つとなった。著者の友人のブログによると、最終回の構想は、登場人物の1人（松太郎さん）の出産エピソードを描く予定であったとしている。

## あらすじ
橘あるみら拳法部の仲間が繰り広げる『女子高拳法部コメディー』

## 登場人物
主な登場人物の苗字はテレビドラマ「特捜最前線」に登場するレギュラー出演者の役名に由来する。

### 拳法部

#### 1年生
橘 あるみ（たちばな あるみ）
拳法部一年生、勢いで生きている天然娘。動きやすいので上着はいつも体操服。
両親は海外で出張中で祖父、祖母と暮らしている。拳法の腕はまだまだ。
叶 真貴（かのう まき）
拳法部一年生、あるみとは幼なじみ。
幼い外見を気にしている為か、大変な努力家で成績などは優秀。世話焼きで苦労人。
紅林 彩（くればやし あや）
拳法部一年生、クールな突っ込み担当。
一年生唯一の格闘技経験者で、腕前は上級クラス。一年生のまとめ役。家事とかは大の苦手。
マリー 桜井（マリー さくらい）
拳法部一年生、おっぱい担当。
アメリカ人の母と日本人の父を持つハーフ。
妄想癖があり時々奇声をあげて皆を驚かす。
その容姿から男子にも人気が高い。

#### 2年生
高杉 鞘香（たかすぎ さやか）
拳法部主将、二年生。
長い黒髪が特徴的な大和撫子。
礼儀正しく人格者だが割と強情な性格で、生徒会の巳晴（みはる）と犬猿の仲。
吉野 伊吹（よしの いぶき）
拳法部副主将、二年生。
細かい事にこだわらない性格で、拳法部のムードメーカー。部員に対する悪戯が好き。
時田 朋絵（ときた ともえ）
拳法部マネージャー、二年生。
誰に対しても敬語で物腰柔らかく話すが、時折発現する黒トモさんはある意味拳法部で一番恐れられている。

#### 顧問・OG・拳法部関係者
船村 やよい（ふなむら やよい）
拳法部顧問、職業は体育教諭。
いつも道場の二階で寝ているが、実力は確かなもの。生徒には人気が高い。
神代 美咲（かみしろ みさき）

### 生徒会
滝 巳晴（たき みはる）
生徒会副会長。二年生。謎の生徒会会長の腹心で、断罪の審判者（ジャッジス）の通り名を持つ。
冨田流の小太刀の使い手でその腕前は達人クラス。鞘香とは犬猿の仲。
津上 あきら（つがみ あきら）
生徒会書記、二年生。
巳晴の相棒。拳法部の事になると暴走しがちな巳晴を楽しんでいる。
未確認だが武術もかなりの心得が有り、双髪の執行人（パニッシャー）の異名を取る。
生徒会長

### 拳法部員らの関係者
橘 スズネ（たちばな スズネ）
叶 美貴（かのう みき）
メアリー
松太郎さん

### 一般生徒・教師
早見 ユキ（はやみ ユキ）

## 書誌情報等

### 単行本
芳文社より『まんがタイムKRコミックス』として刊行されている。
1. 第1巻（2009年2月26日発売 2009年3月13日初版発行） ISBN 978-4-8322-7783-0
2. 第2巻（2010年2月27日発売 2010年3月15日初版発行） ISBN 978-4-8322-7893-6
3. 第3巻（2011年4月27日発売 2011年5月12日初版発行） ISBN 978-4-8322-4022-3
4. 第4巻（2012年7月26日発売 2012年8月10日初版発行） ISBN 978-4-8322-4172-5